# ニューギニア航空2900便離陸失敗事故
ニューギニア航空2900便離陸失敗事故（ニューギニアこうくう2900びんりりくしっぱいじこ）は、2013年10月19日に発生した航空事故である。マダン空港発タブビル空港行きだったニューギニア航空2900便（ATR 42-320F）が、マダン空港からの離陸に失敗し、滑走路を逸脱した。乗員3人中1人が軽症を負った。

## 事故機

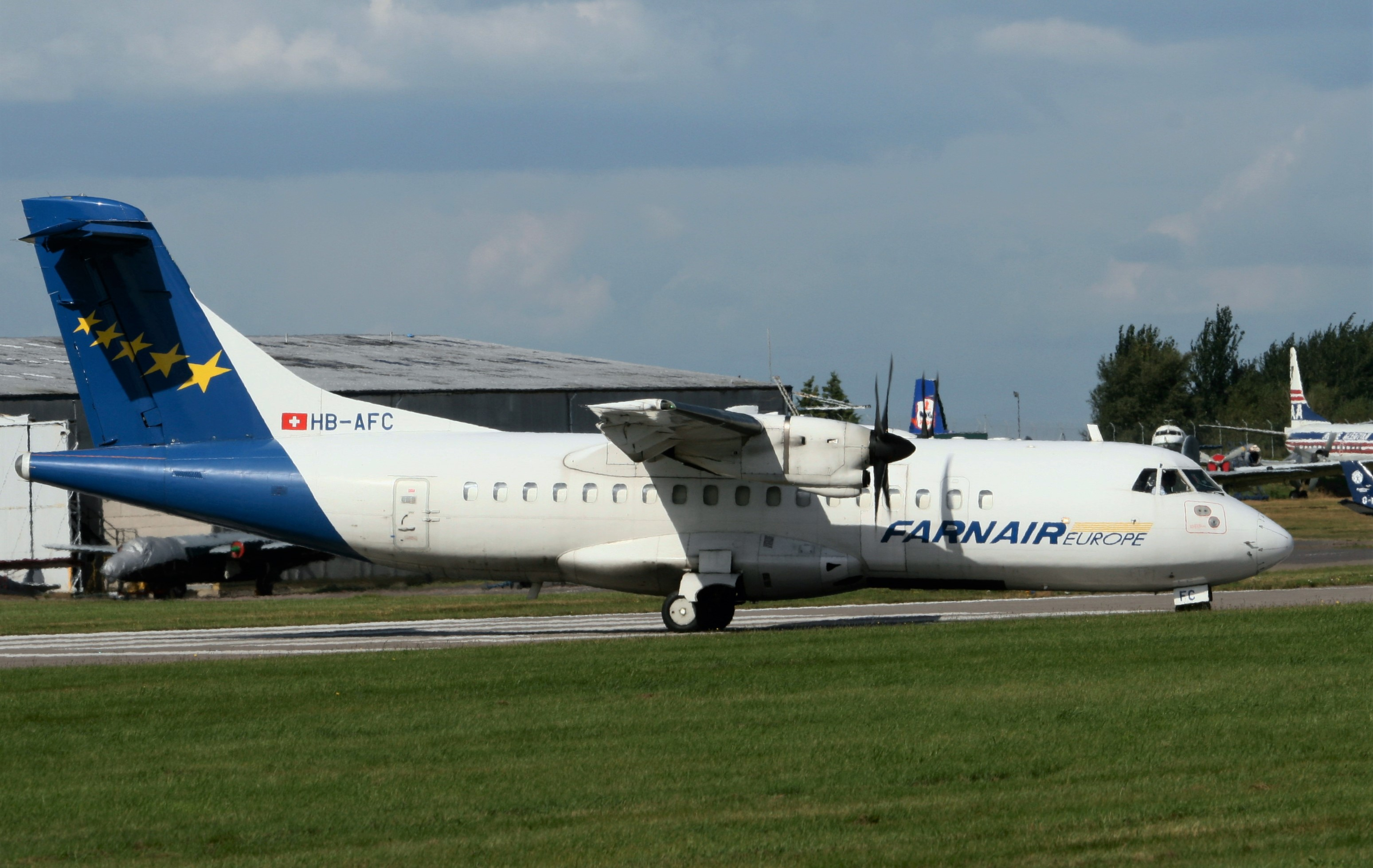
2007年9月に撮影された事故機（機体記号変更前）

事故機のATR 42-320F（P2-PXY）は、製造番号087として製造され、1988年3月に初飛行を行っていた。同年5月に、フィッシング航空に納入された。1993年10月に、製造元のATRの保有機材となり、複数の航空会社にリースされた。2001年4月、ファーンエア・スイスが購入し、貨物機への改修工事を行った。その後、2013年7月よりファーンエア・スイスがニューギニア航空へリースを行い、機体記号もP2-PXYに変更された。

## 乗員
機長は37歳のスペイン人男性だった。7,110時間の飛行経験があり、内3,433時間が同型機によるものだった:6。
副操縦士は33歳のスペイン人男性だった。3,020時間の飛行経験があり、内2,420時間が同型機によるものだった:7。
セーフティーパイロットは53歳のオーストラリア人男性だった。総飛行時間は13,214時間であった。タブビル空港への進入をガイドするため、2900便に搭乗していた:7。
事故当時、機長が操縦し、副操縦士は計器をモニターしていた:3。

## 事故の経緯

### マダン空港までの飛行
事故機は当日、ポートモレスビーからマダン空港までPX2100便として運行された。滑走路への走行中、アンチスキッドの警告灯が作動した。パイロットは機体を停止させチェックリストを実行した。その結果、アンチスキッドが作動しない状態でもマダン空港へ着陸できることを確認した。現地時間6時16分、2100便は離陸し、マダン空港へ向かった。機体にはマダン空港で下ろされる860kgの貨物が積載されていた。マダン空港への飛行は正常で、7時32分に着陸した:3。

### 事故発生まで

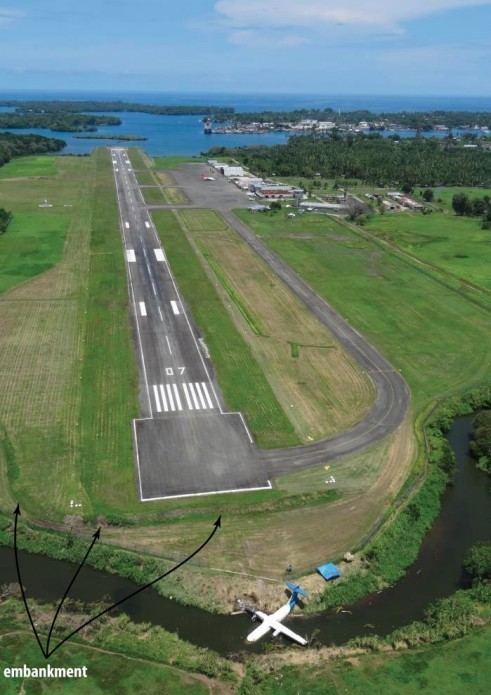
マダン空港の滑走路、下方中央に映るのが事故機

マダン空港でポートモレスビーからの積み荷が下ろされ、代わりにタブビルとポートモレスビーで下ろされる荷物を積載した。9時15分、パイロットは滑走路25へのタキシングを開始した。その後2900便は滑走を開始し、離陸速度の102ノット (189 km/h)まで加速した。パイロットは操縦捍を引いたが、機体は上昇しなかった。2秒後に離陸は中止され、逆推力装置とブレーキを使用したが、滑走路内で停止できなかった。右翼が外周フェンスに衝突し、機体は45度の角度で草の生い茂る池に水没した。衝撃により右翼側で火災が発生し、パイロットは頭上の非常脱出口から避難した。

## 事故調査
パプアニューギニア航空事故調査委員会が調査を行った。調査により、事故機は過積載状態であったことが判明した。ATR 42Fは前方から貨物区画がアルファベットで割り振られており、A-Fまでの6つの区画に分けられていた。2900便には340カートンのタバコが積み込まれており、事故当日に記載された積載表では、Aには350kg、B-Dまで各800kg、Eに600kg、Fに360kg積むことになっていた。この積載表を作成した積み込み担当者は、実際の重量を測定せず各カートンを12kgとみて計算しており、貨物の総重量を3,710kgとしていた。しかし、実際に積載した3銘柄のカートンあたり重量はそれぞれ12.14kg, 12.44kg, 13.16kgであり機体は想定よりも重くなった。実際の積載重量は、調査開始前に貨物の大半が住民により持ち帰られたため不明だが、前記のカートンあたり重量より4,303kgであったと推定される。これは担当者の計算値よりも593kg多い。また、積載を補助したタバコメーカー社員がA区画に積載したタバコの各銘柄カートン数を記憶しており、これに基づきA区画の積載状況を再現したところ1,136kgとなった。これは積載表記載値である350kgを786kg上回っており、さらに同区画の最大許容重量である1,000kgを136kg上回っていた。以上のように想定より過大な積載をしたため、機体の総重量は最大離陸重量である16,900kgよりも343kg重い17,243kgとなった。重心も安全範囲内に収まっていなかった。

### 事故原因
調査委員会は、ニューギニア航空が行っていたATR42/72型機に対する積載手順や管理監督が不適切であり、また正確な貨物重量か知らされなかったことが事故の要因になった可能性が高いと結論付けた。
その他の要因として、マダン空港の消防設備がATR42やそれ以上の機体の消火ができるだけのものでなかったことや、滑走路端の安全区域がICAO Annex 14の規格を満たしていなかったことを上げた。